# Armageddon - Giudizio finale (colonna sonora)
La colonna sonora del film Armageddon - Giudizio finale è stata pubblicata dalla Columbia Records nel 1998, in concomitanza con l'uscita della pellicola nelle sale cinematografiche. L'album contiene diverse canzoni registrate appositamente per la colonna sonora del film e annovera firme prestigiose quali Aerosmith, Journey e Jon Bon Jovi.
L'album si rivelò un notevole successo, grazie principalmente al successo ottenuto dal singolo I Don't Want to Miss a Thing degli Aerosmith, che divenne uno dei pezzi di maggior successo dell'annata 1998.

## Tracce
Per ogni traccia sono indicati i relativi autori e interpreti.
1. I Don't Want to Miss a Thing – 4:59 (Diane Warren) – Aerosmith
2. Remember Me – 5:33 (Jonathan Cain, Neal Schon, Jack Blades) – Journey
3. What Kind of Love Are You On – 3:15 (Steven Tyler, Joe Perry, Jack Blades, Tommy Shaw) – Aerosmith
4. La Grange – 3:38 (Billy Gibbons, Dusty Hill, Frank Beard) – ZZ Top
5. Roll Me Away – 4:42 (Bob Seger) – Bob Seger
6. When the Rainbow Comes – 4:25 (Karl Wallinger) – Shawn Colvin
7. Sweet Emotion – 5:13 (Steven Tyler, Tom Hamilton) – Aerosmith
8. Mister Big Time – 2:51 (Jon Bon Jovi, Aldo Nova) – Jon Bon Jovi
9. Come Together – 3:48 (Lennon-McCartney) – Aerosmith
10. Wish I Were You – 3:53 (Patty Smyth, Glen Burtnik) – Patty Smyth
11. Starseed – 4:23 (Raine Maida) – Our Lady Peace
12. Leaving on a Jet Plane – 4:45 (John Denver) – Chantal Kreviazuk
13. Theme from Armageddon – 3:12 (Trevor Rabin) – Trevor Rabin
14. Animal Crackers (dialogo tra Ben Affleck e Liv Tyler) – 2:40 (Diane Warren, Trevor Rabin, Harry Gregson-Williams) – Steven Tyler

## Classifiche

### Classifiche settimanali
| Classifica (1998) | Posizione massima |
| ----------------- | ----------------- |
| Australia         | 5                 |
| Austria           | 1                 |
| Belgio (Fiandre)  | 28                |
| Canada            | 1                 |
| Europa            | 4                 |
| Finlandia         | 20                |
| Francia           | 22                |
| Germania          | 3                 |
| Italia            | 6                 |
| Malaysia          | 2                 |
| Norvegia          | 22                |
| Nuova Zelanda     | 10                |
| Paesi Bassi       | 56                |
| Stati Uniti       | 1                 |
| Svezia            | 40                |
| Svizzera          | 1                 |

### Classifiche di fine anno
| Classifica (1998) | Posizione |
| ----------------- | --------- |
| Australia         | 78        |
| Austria           | 11        |
| Canada            | 12        |
| Germania          | 48        |
| Italia            | 64        |
| Stati Uniti       | 15        |
| Svizzera          | 35        |

### Classifiche di fine decennio
| Classifica (1990–1999) | Posizione |
| ---------------------- | --------- |
| Stati Uniti            | 94        |